# Wesley Moodie
Wesley Moodie, född 14 februari 1979, är en sydafrikansk före detta tennisspelare. Han var som högst rankad 8:a i världen i dubbel. Han vann dubbeln i Wimbledonmästerskapen 2015 tillsammans med Stephen Huss.